# フランスの山人の歌による交響曲
《フランスの山人の歌による交響曲（フランスのやまびとのうたによるこうこうきょく、フランス語: Symphonie sur un chant montagnard français）》作品25は、ヴァンサン・ダンディが1886年に作曲した交響曲で、ダンディの数ある作品のうち、今日かろうじて演奏されるほとんど唯一の作品。題名に示されているように、主要な主題はセヴェンヌ地方で記録した民謡が充てられている（同地は山岳地帯であり、そのため「セヴェンヌ交響曲 Symphonie cévenole 」という別名も存在する）。交響曲としては異例なことに独奏ピアノの存在が目立っているが、交響曲の一種であるためか決して支配的であるわけではない(このパターンはファリャの『スペインの庭の夜』で他の例を認める事ができる)。ピアノはオーケストラに寄り添っているため、協奏交響曲に近い効果をもつ。『ラルース世界音楽事典』では「この作品は熱烈な国民主義、自然とセヴェンヌ地方に寄せる愛着、交響曲形式と循環形式に対する嗜好という3つの面で作曲者の美意識をよく反映している。－中略－作品全体はひとつの主題《アルデシュ地方の羊飼いの歌》を基に構成されており、この主題は冒頭からコーラングレによって奏される。これにより、確固とした統一性と素晴らしい構築性を曲全体に与えている」と解説している。

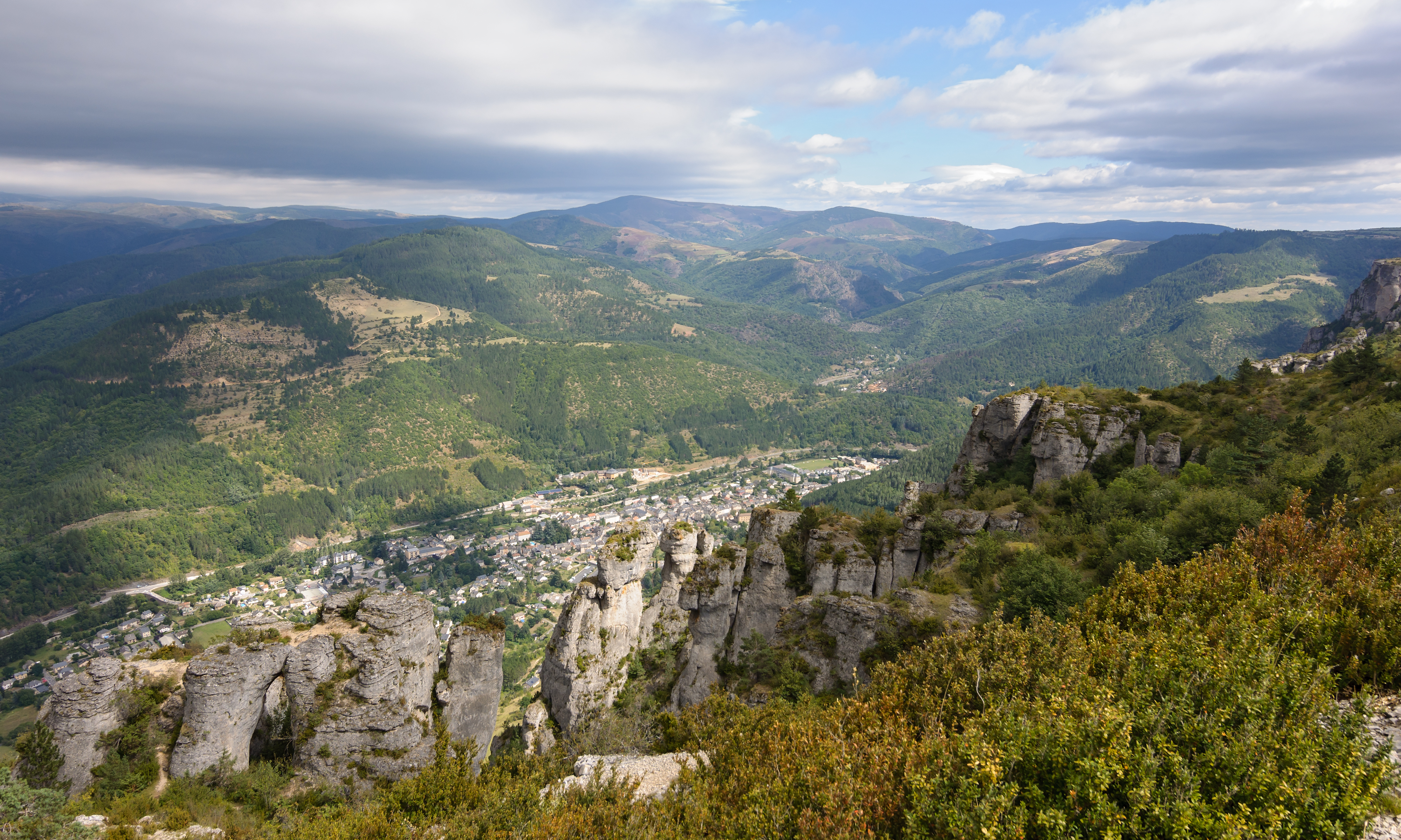
セヴェンヌ地方の風景

2012年初演の冨田勲作曲「イーハトーヴ交響曲」の中で、部分的に引用されている。

## 初演

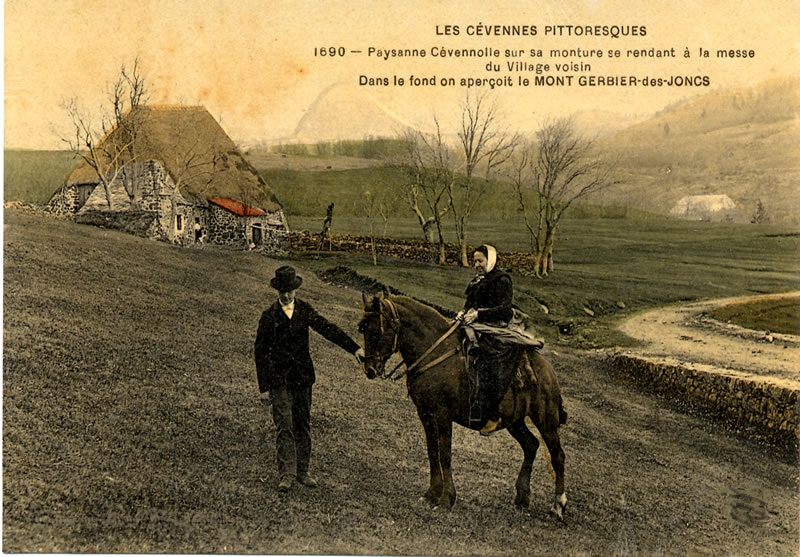
20世紀初頭のアルデシュ地方の風景

1887年3月20日、パリにて作曲者指揮コンセール・ラムルー、マリー＝レオンティーヌ・ボルド＝ペーヌ（本作の献呈先）のピアノ独奏で初演。

## 編成
- 木管楽器:フルート3（うち1はピッコロ持ち替え）、オーボエ3、（うち1はコーラングレ持ち替え）、クラリネット2、バスクラリネット、ファゴット3
- 金管楽器:ホルン4、トランペット2、コルネット2、トロンボーン3、チューバ
- 打楽器:ティンパニ、トライアングル、シンバル、大太鼓
- その他:ピアノ、弦五部、ハープ

## 構成
以下の3つの楽章から成り、30分弱の長さである。循環形式で構成され、冒頭でコーラングレが奏する主題（譜例）が変形されながら全曲に現れる。
1. きわめて緩やかに - 中庸の速さで、生き生きと Assez lent - Modérément animé
2. きわめて穏やかに、しかし遅くなく Assez modéré, mais sans lenteur
3. 活き活きと Animé

## 演奏時間
約25分

## 主な録音
| 年   | ピアノ独奏                           | 指揮者 管弦楽団                                         | レーベル                                |
| ---- | ------------------------------------ | ------------------------------------------------------- | --------------------------------------- |
| 1941 | マキシム・シャピロ                   | ピエール・モントゥー サンフランシスコ交響楽団           | CD: RCA ASIN: B000003FLM                |
| 1953 | アルド・チッコリーニ                 | アンドレ・クリュイタンス パリ音楽院管弦楽団             | CD: Artemisia ASIN: B01GC0E9JO          |
| 1958 | ニコール・アンリオ＝シュヴァイツァー | シャルル・ミュンシュ ボストン交響楽団                   | CD: RCA ASIN: B000099636                |
| 1961 | ロベール・カサドシュ                 | ユージン・オーマンディ フィラデルフィア管弦楽団         | CD: Sony ASIN: B00N23RG90               |
| 1966 | 安川加寿子                           | 岩城宏之 NHK交響楽団                                    | CD: KING INTERNATIONAL ASIN: B06W5P3JLV |
| 1972 | マリー＝フランソワーズ・ビュケ       | ポール・カポロンゴ モンテカルロ国立歌劇場管弦楽団       | CD: Philips ASIN: B0000241JN            |
| 1976 | アルド・チッコリーニ                 | セルジュ・ボド パリ管弦楽団                             | CD: EMI ASIN: B000005GPL                |
| 1989 | ジャン＝イヴ・ティボーデ             | シャルル・デュトワ モントリオール交響楽団               | CD: DECCA ASIN: B001RVIU1C              |
| 1991 | カトリーヌ・コラール                 | マレク・ヤノフスキ フランス放送フィルハーモニー管弦楽団 | CD: Erato ASIN: B000005E8S              |
| 1993 | フランソワ・ジョエル・ティオリエ     | アントニオ・デ・アルメイダ アイルランド国立交響楽団     | CD: Naxos ASIN: B00005F49R              |
| 2010 | マーティン・ヘルムヘン               | マレク・ヤノフスキ スイス・ロマンド管弦楽団             | CD: Pentatone ASIN: B005AFMI0K          |
| 2013 | ルイ・ロルティ                       | ラモン・ガンバ アイスランド交響楽団                     | CD: Chandos ASIN: B00BK6HRYK            |